# Zgornje Krčanje
Zgornje Krčanje (nemško Obergreutschach) je naselje v Občini Djekše v Okraju Velikovec na Koroškem v Avstriji.